# دهستان شیروان شرقی
دهستان شیروان شرقی یکی از دهستانهای شهرستان بروجرد است. مرکز آن روستای خایان است.

## جمعیت
بنابر سرشماری مرکز آمار ایران، جمعیت دهستان شیروان در سال ۱۳۸۵ برابر با ۲۲٬۶۵۰ نفر بوده‌است که از این میان ۱۲٬۱۷۰ نفر مرد و بقیه زن بوده‌اند. دهستان شیروان ۵۳۵۴ خانوار دارد 